# Balcia
Balcia, Baltia, Basilia o Abalus es el nombre de una isla legendaria de la mitología romana, que se suponía ubicada en la Europa del Norte. Es mencionada por el geógrafo Jenofonte de Lámpsaco, que la sitúa a tres días de navegación de la costa de los escitas, citado en la Naturalis Historia de Plinio el Viejo. El mar Báltico podría ser llamado por el nombre de esta isla.
Diversos investigadores posicionan a esta supuesta isla en Zelanda, o próxima a otra isla del Mar Báltico, en las vecindades de las islas de la actual Estonia, como Saaremaa o Hiiumaa, o acaso en las costas ricas en ámbar de la actual Lituania, o en las costas meridionales de Escandinavia, como Amager o Bornholm, o incluso la consideran equivalente a la isla de Helgoland, en el mar del Norte. Las dos últimas posiciones son improbables como lugares "sobre las costas, allí en las que el ámbar es arrojado por la marea en primavera y que los habitantes usan como combustible", como lo describe Plinio el Viejo en la Naturalis Historia utilizando alternativamente los nombres de Basilia y Abalus, porque estos no son lugares en donde se encuentra en abundancia el ámbar.